# Lawrence M. O'Toole
Lawrence Michael O'Toole (n. 1934) es un lingüista.

## Biografía
Nacido en 1934, ha sido profesor en Liverpool University, Essex University (Reino Unido) y Murdoch University (Australia). O'Toole, autor de cursos de aprendizaje del idioma ruso, se ha interesado por la lingüística aplicada y las literaturas rusa e inglesa. Es autor de títulos como Structure, Style and Interpretation in the Russian Short Story (1982) o The Language of Displayed Art (1994), entre otros.